# Schedocleidochasma cleidostoma
Schedocleidochasma cleidostoma är en mossdjursart som först beskrevs av Smitt 1873.  Schedocleidochasma cleidostoma ingår i släktet Schedocleidochasma och familjen Phidoloporidae. Inga underarter finns listade i Catalogue of Life.